# The Rum Diary
The Rum Diary is een Amerikaanse film uit 2011 geregisseerd door Bruce Robinson. De film is gebaseerd op de roman met dezelfde naam van Hunter S. Thompson.

## Verhaal
De journalist Paul Kemp verhuist naar Puerto Rico en gaat aan het werk voor het dagblad The San Juan Star. Hij leeft er flink op los en drinkt steeds meer rum. Hij wordt verliefd op Chenault, die op haar beurt weer verloofd is met de rijke Hal Sanderson.

## Rolverdeling
- Johnny Depp als Paul Kemp
- Aaron Eckhart als Hal Sanderson
- Michael Rispoli als Bob Sala
- Amber Heard als Chenault
- Richard Jenkins als Edward J. Lotterman
- Giovanni Ribisi als Moberg
- Amaury Nolasco als Segarra
- Marshall Bell als Donovan
- Bill Smitrovich als Zimburger
- Julian Holloway als Wolsey
- Karen Austin als Mrs. Zimburger
- Jason Smith als Davey

## Release en ontvangst
The Rum Diary ging op 13 oktober 2011 in première in Los Angeles. De film werd door recensenten in het algemeen gemengd ontvangen. Op Rotten Tomatoes heeft de film een score van 51% op basis van 167 beoordelingen. Metacritic komt op een score van 56/100, gebaseerd op 37 beoordelingen.